# Ducasse de Mons

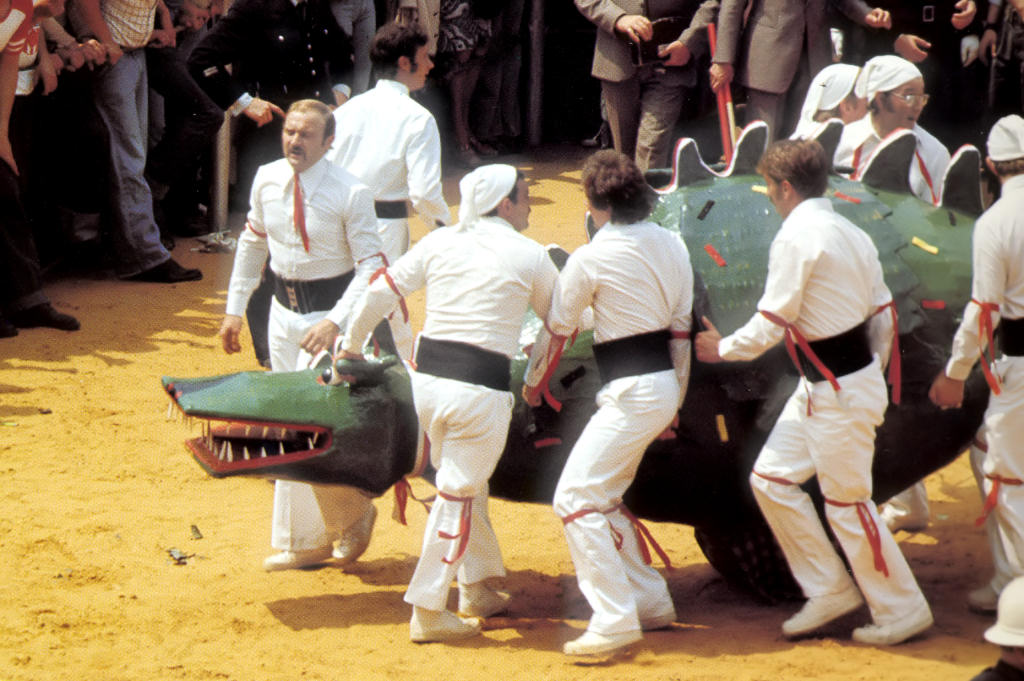
Der Drache und die „weißen Männer“

Die Ducasse de Mons (lokal auch Doudou genannt) ist ein traditionelles Volksfest im belgischen Mons. Es findet jährlich am Trinitatis-Sonntag statt und zählt seit November 2005 zum immateriellen Kulturerbe der Menschheit der UNESCO.
Im Wesentlichen besteht das Fest aus zwei Teilen:
- der Prozession (Procession de la Trinité), bei der die Reliquien der Heiligen Waltraud von Mons durch die Stadt gefahren werden und
- dem nachgestellten Kampf zwischen dem Heiligen Georg und einem Drachen (Lumeçon).

## Geschichte

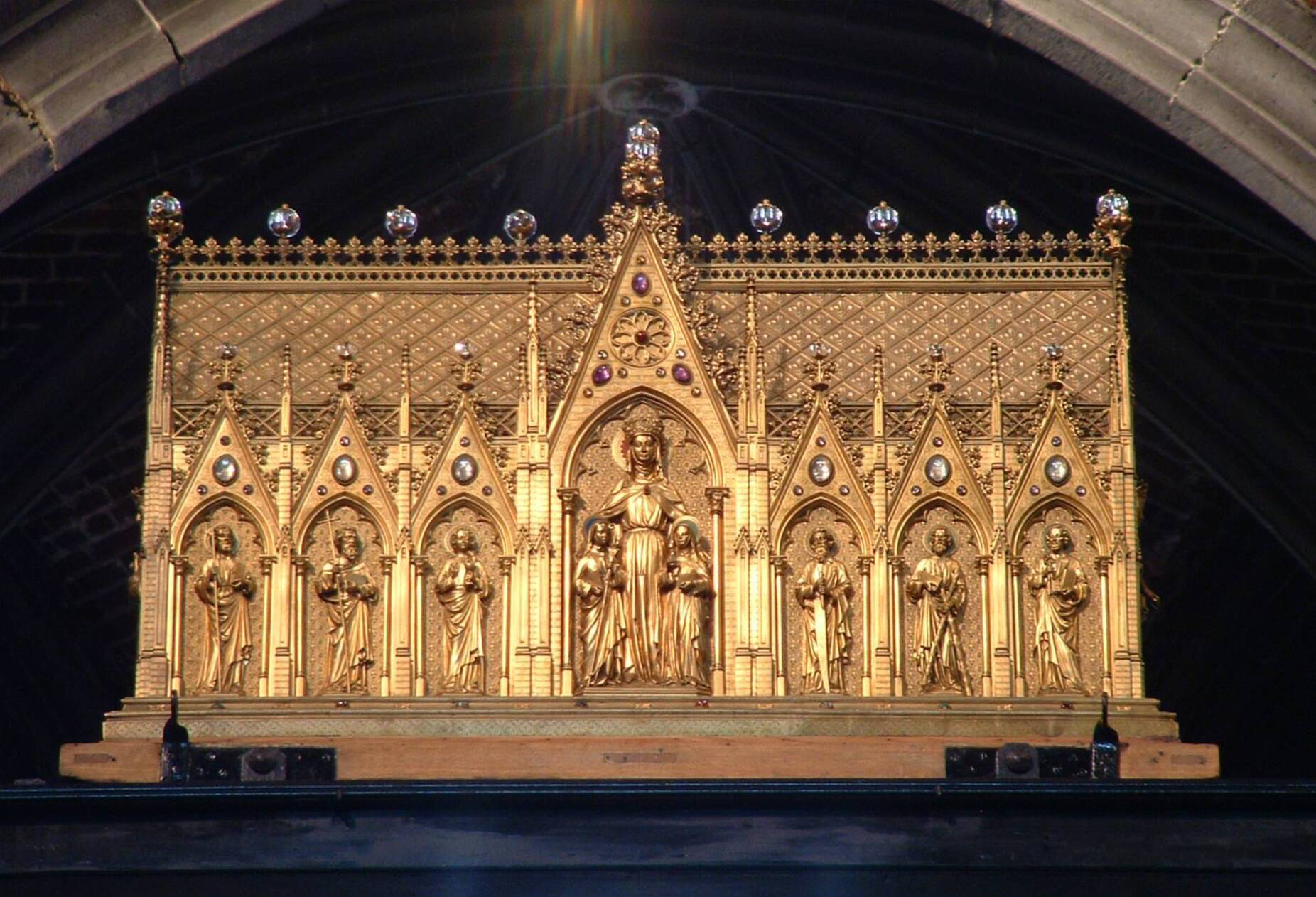
Der Waltraud-Schrein

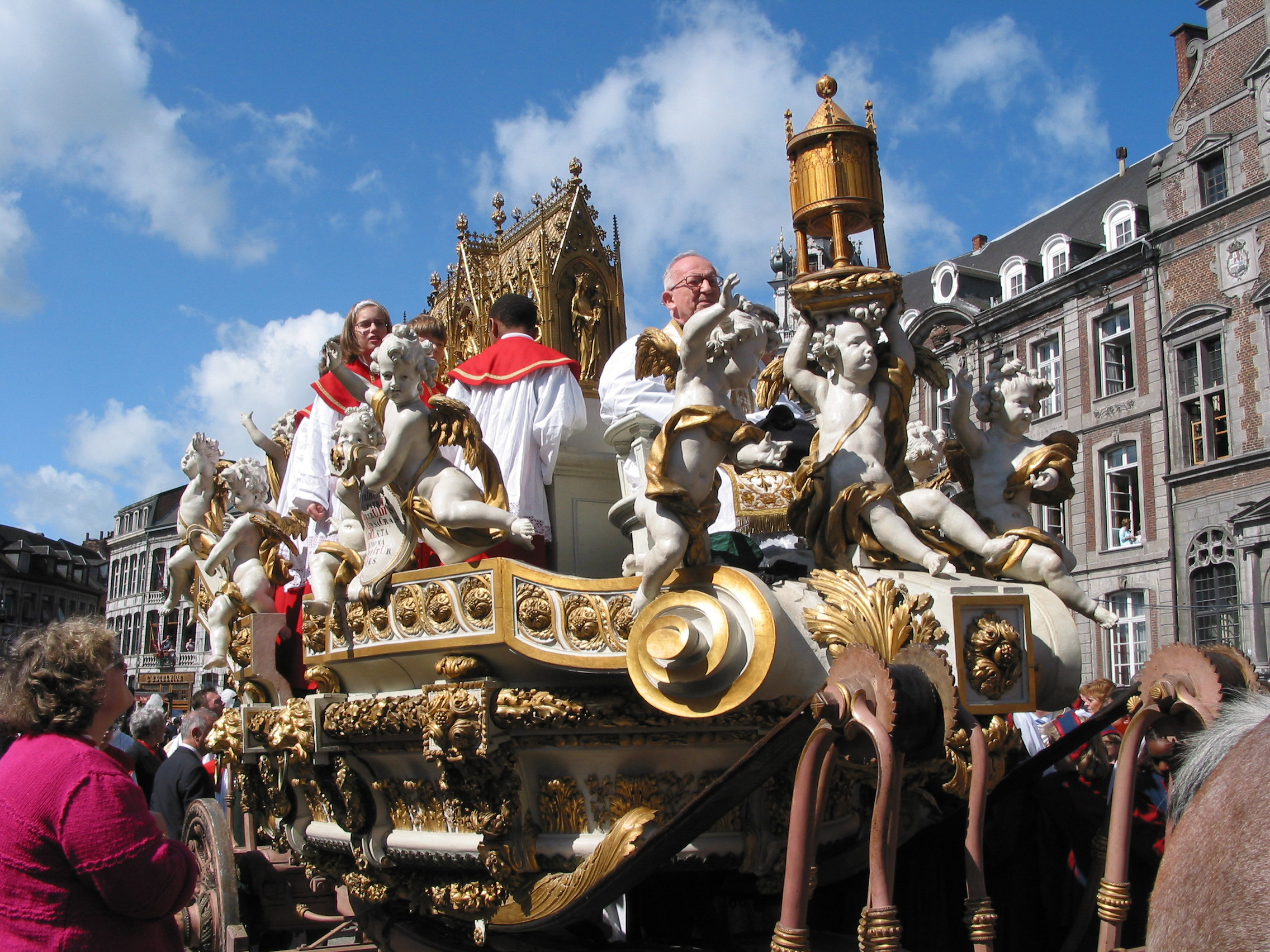
Der Car d’Or erreicht den Grand-Place

Die Ursprünge des Doudou liegen im Mittelalter. Weil in der Stadt die Beulenpest herrschte, entschlossen sich die Behörden 1349, eine Prozession mit dem Schrein der Waltraud zu organisieren. Der Schrein wurde dabei nach Casteau gebracht, ebenso wie der von Waltrauds Gatten Vinzenz Madelgarius, der seinen üblichen Platz in Soignies hatte. Wie durch ein Wunder verschwand die Pest kurz darauf. Seit 1352 findet die Prozession am Trinitätssonntag statt.
Seit 1380 nimmt die Bruderschaft des Heiligen Georg an der Prozession teil. Die Nachstellung von Georgs Drachenkampf war seit dieser Zeit ebenfalls Teil der Prozession. Wegen seines weniger religiösen Ursprungs wurde dieses Gefecht allerdings im 19. Jahrhundert von der Prozession getrennt.
Während der Französischen Revolution und den beiden Weltkriegen sowie im Jahr 1803 fand die Prozession nicht statt.

## Planungen
Das Fest beginnt bereits am Samstag vor dem Dreifaltigkeitssonntag und dauert bis zum darauffolgenden Sonntag. Somit bildet es im liturgischen Sinne eine Oktav.

### Prozession
Der Abstieg des Schreins findet am Samstagabend statt. Mit einer religiösen Zeremonie wird der Schrein von seinem zugehörigen Altar in der Stiftskirche Sainte-Waudru heruntergenommen. Der Priester übergibt ihn dann für die Zeit während des Fests den (weltlichen) Vertretern der Stadt. Es folgt eine Prozession mit Fackeln durch die Altstadt.
Am Morgen des Trinitätssonntags wird der Schrein auf einen aufwändig geschmückten hölzernen Wagen (Car d’Or) gehoben und die eigentliche Prozession beginnt. Der Car d’Or wird dabei von Pferden durch die Straßen gezogen und der Umzug wird von mehreren Gilden begleitet, die unterschiedliche Aspekte der Geschichte der Region darstellen. Am Ende muss der Car d’Or eine steile mit Kopfsteinpflaster belegte Straße, Rampe Sainte-Waudru genannt, hinaufgezogen werden. Um die Pferde dabei zu unterstützen, versammeln sich hunderte Menschen hinter dem Wagen und schieben ihn an. Einem lokalen Aberglauben zufolge bringt es der Stadt Unglück, sollte man es nicht schaffen, den Wagen in einem Anlauf die Straße hinaufzuschieben.
Am Ende der Woche wird der Schrein im Rahmen einer weiteren großen Zeremonie zurück in die Kirche gebracht.

### Georgs Drachenkampf

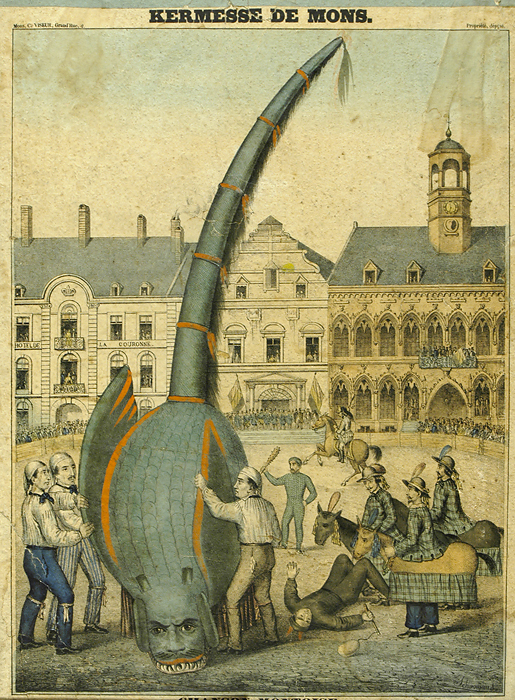
Eine Abbildung aus dem 19. Jahrhundert zeigt den Kampf Georgs mit dem Drachen

Das Dachenspiel stellt den Kampf zwischen dem Heiligen Georg, der das Gute repräsentiert und einem Drachen, der für das Böse steht, dar. Der Kampf wird Lumeçon genannt, was sich vom Altfranzösischen Wort Limaçon (bezeichnet ein Spektakel mit Pferden, die sich im Kreis bewegen) ableitet. Er findet am Trinitätssonntag zwischen 12:30 Uhr und 13:00 Uhr auf dem Marktplatz der Stadt Mons (Grande-Place) statt und folgt einer strengen Choreografie.
Der Drache ist ca. 10 Meter lang und am Ende seines Schwanzes mit Pferdehaar bedeckt. Er wird von den weißen Männern (ommes blancs) bewegt und von Teufelsfiguren beschützt und verteidigt. Jeder dieser Teufel ist mit Luftballons (historisch: aufgeblasenen Kuhblasen) ausgestattet, womit die Gegner und Zuschauer ferngehalten werden. Der Drache selbst greift Georg mit seinem Schwanz an, verteidigt sich aber auch gegenüber den Zuschauern. Diese wiederum versuchen, etwas von dem Pferdehaar des Drachenschwanzes abzureißen, weil dies Glück für das nächste Jahr bringt. Georg wird von den so genannten Chinchins unterstützt.
Am Schluss helfen die „Blättermänner“ (hommes de feuilles), die mit echten Efeublättern bedeckt sind, dem Drachen und verteidigen seinen Schwanz.
Georg bewegt sich auf seinem Pferd im Uhrzeigersinn, wohingegen der Drache sich entgegengesetzt bewegt. Zunächst versucht Georg, den Drachen mit seiner Lanze zu töten, diese bricht jedoch an der Haut des Drachen ab. Deshalb benutzt Georg anschließend eine Pistole und erschießt den Drachen im dritten Versuch. Nun, gegen 13:00 Uhr, verlassen die Protagonisten die Arena und die Zuschauer stürmen in die Mitte, um noch die letzten Schwanzhaare zu finden.
Am folgenden Sonntag findet ein Drachenkampf für Kinder statt.
Im Rahmen des Kulturhauptstadtjahrs wurde 2015 das Musée du Doudou eröffnet, das die Tradition des Doudou erläutert.

## Aktuelle Termine
- 2019: 9. Juni
- 2020[2] und 2021[3] fiel aufgrund der COVID-19-Pandemie die Ducasse de Mons aus.
- 2022: 8. bis 19. Juni[4]
- 2023: 4. Juni
- 2024: 26. Mai? Wegen der Europawahl evtl. erst 2. Juni[5]
- 2025: 11. bis  22. Juni (WE 21. und 22. Juni speziell für Kinder)